# Incredulità di san Tommaso (Richiedei)
L'Incredulità di san Tommaso è un dipinto a olio su tela (205×148 cm) di Marco Richiedei, databile alla prima metà del XVII secolo e conservato nella chiesa dei Santi Faustino e Giovita di Brescia, sulla controfacciata della navata sinistra.

## Storia
L'opera proviene dalla chiesa di San Tommaso di Brescia, dove ornava l'altare maggiore, l'unico della chiesa. Il dipinto rimane in questa collocazione fino al 1811, quando viene trasferito in controfacciata, sopra l'ingresso, per essere sostituito dal San Filippo Neri invita i fanciulli a venerare la Madonna di Liberale Cozza.
La nuova tela era stata commissionata da Vincenzo Bonomi, un canonico che aveva ottenuto in concessione la chiesa, soppressa al culto nel 1797, per aprirvi un nuovo oratorio festivo giovanile. Chiuso anche il nuovo oratorio nel 1836 a causa della morte del Bonomi, la chiesa viene definitivamente alienata a privati e svuotata delle opere. La pala del Richiedei, quella del Cozza e la Comunione degli Apostoli di Giuseppe Amatore vengono trasferite nella chiesa dei Santi Faustino e Giovita a cui San Tommaso faceva capo e distribuite tra la chiesa stessa e i locali attigui.
La tela del Richiedei, in particolare, trova posizione sul muro di controfacciata della navata sinistra.

## Descrizione
Il dipinto raffigura il noto episodio che vede Tommaso apostolo porre la mano sulla ferita al costato di Gesù appena risorto. La scena si svolge in un ambiente chiuso, molto scuro, del quale si scorge solamente il pavimento ad intarsi marmorei geometrici e una finestra in alto a destra, aperta su un paesaggio boschivo.
I due personaggi recano vesti colorate e sono fissati nel momento chiave dell'episodio, ognuno effigiato dai rispettivi atteggiamenti espressivi.

## Stile
L'opera, una delle poche giunte fino a noi del Richiedei, rivela una chiara derivazione stilistica dal Moretto, del quale l'autore fu probabilmente allievo, come già notato da Francesco Paglia nella seconda metà del Seicento, il quale ne loda la "maniera dolce" e l'"unità naturale". Anche Francesco Maccarinelli, nel 1747, pur rendendosi consapevole della difficoltà insita nel basare la conoscenza di un pittore su una sola opera, "quella di questo Oratorio è un testimonio ben chiaro della sua prontezza nel dipingere, e nel travagliare cò suoi industri colori le Tele".
Scrive Camillo Boselli nel 1946: "La tela si organizza con una certa scioltezza secondo una linea diagonale segnala materialmente dall'allinearsi delle tre braccia, due delle quali unite dall'inserirsi delle dita fra le dita, lì sulla ferita del costato. Entro questo schema si dispongono le due figure nei loro ritmi contrastanti: il Cristo affusellato e L'Apostolo in quel crociato intersecarsi della linea delle braccia e delle gambe che gli danno la forma di un arcolaio dipanantesi. E questo contrasto viene accentuato dal diverso trattamento delle figure, l'una con una notomia morbida, tornita, sufficientemente sfumata da un ombrare brunastro, l'altra, in quel che se ne vede, secca, decisamente e prudentemente segnata in ogni cordone. Pienamente concordanti sono invece i panneggi che si corrispondono nella trattazione un po' lignea ma tornita delle pieghe".
Si tratta, conclude il Boselli, di un'opera "ancora calma nei suoi ritmi piani, quasi compresi della compostezza del primissimo Cinquecento veneto cui conduce senza tema di sbagliare quello squarcio di paesaggio al di là della finestra dove campeggia un gruppo massivo di alberi".